# Craugastor escoces
Craugastor escoces es una especie de anfibio anuro de la familia Craugastoridae.
Es endémica de los volcanes Barva, Irazú y Turrialba, Costa Rica, entre los 1100 y los 2100 m de altitud. Se declaró extinta en el 2004, pues no se tenía noticia de ella desde el año 1986. Sin embargo, en el 2017 se halló un ejemplar, una hembra adulta, en el parque nacional Juan Castro Blanco, gracias a un estudio liderado por investigadores de la Escuela de Biología de la Universidad de Costa Rica. El anfibio ahora es una atracción turística en la reserva, particularmente en el sector conocido como Montaña Sagrada, ubicado en el parque.